# Actito
Actito est une plateforme agile de marketing automatisé en SaaS.

## Historique de l'entreprise
Le projet démarre en l'an 2000. L'idée de base est de permettre aux clients de communiquer vers des entreprises (Client to Business > CtoB). Le système est une plateforme où les clients peuvent déposer des commentaires, remarques ou plaintes et les entreprises peuvent accéder à ces informations.
En 2001, Kinepolis devint le premier client, dans le cadre d'un projet lié à la Kinepolis Student Card.
L'agence passe au stade d'entreprise sous le nom de Citobi (dérivé de « CtoB »), le site Optinio démarre en 2004 en tant que plateforme d'enquête en ligne (CtoB). Plusieurs entreprises utilisent alors ce service (du secteur media principalement, mais aussi des petites entreprises), le site passe sur la version 2.0 en 2007. Optinio crée AidezNico où les internautes peuvent interagir plusieurs fois par mois pour orienter la programmation musicale d'une chaîne de radio belge.
La première plateforme agile de marketing automation SaaS officialise en 2009[pas clair].
L'entreprise ouvre une première filiale française en 2013 et change de nom en 2014 pour ACTITO.
L'entreprise s'étend en 2017 et ouvre une filiale au Québec,,.
Le groupe Citobi revend Mediquality en 2018.
En juin 2019, l'entreprise fait l'acquisition de SmartFocus (anciennement EmailVision, dont le produit était connu sous le nom de The Message Cloud) et, d'après Solutions magazine et Digimedia, devient ainsi le leader européen,. Cette acquisition inclut les deux filiales, celle du Royaume-Uni (située à Londres) et celle d'Espagne (située à Barcelone).
En 2020, l'entreprise s'adapte à la pandémie de Covid-19, le télé-travail devient la norme et les évènements annuels autour du marketing digital, du marketing automatisé, de l'activation marketing tel que l'Actito Day sont organisés et diffusés en streaming sous l’appellation Actito Day Live.
En 2022, le groupe QNTM détenu par Altor Fund V acquiert Actito.
Le 25 avril 2024, l'entreprise annonce l'acquisition de Notificare intégrant ainsi des technologies orientées smartphone comme le canal de notification Push et les applications mobiles Wallet (ex : application de carte de fidélité).